# Konsularbeamter
Ein Konsularbeamter ist ein Beamter (meistens Diplomat), der mit der Wahrnehmung, Durchführung und Organisation der administrativen und wirtschaftlichen Kontakte zwischen dem Entsendestaat und dem Empfangsstaat beauftragt ist.
Er hat nicht die Stellung eines (politischen) Gesandten, sondern ist ein zwischenstaatlicher Vertreter unterhalb der Regierungsebene. In der Regel ist er mit Einzelfragen des Handels, der Wirtschaft, des Transportwesens und nicht zuletzt mit der Kontaktaufnahme und dem Schutz der Interessen einzelner Staatsbürger des Heimatstaats sowie Fragen der Reiseerlaubnis (Visafragen) befasst. Näheres über die Rechtsstellung und die Aufgaben von Konsularbeamten, findet sich unter Konsul. Auch bei der Durchführung der Internationalen Rechtshilfe, beispielsweise bei der Zustellung von behördlichen Schriftstücken von einem Staat in den anderen, kann er beteiligt sein.
Zu unterscheiden ist zwischen dem Konsularbeamten der Botschaft (Leiter der Konsularabteilung) und den etwa vorhandenen  Berufskonsuln oder Honorarkonsuln im Empfangsstaat.

## Status
In manchen Ländern wie der Schweiz stellen der Konsulardienst und der diplomatische Dienst getrennte Laufbahnen dar. Der rechtliche Status unterscheidet sich entsprechend.
Aufgaben und Befugnisse der deutschen Konsularbeamten sind im Konsulargesetz geregelt. Dabei wird zwischen Berufskonsularbeamten (§ 18 KonsG) und Honorarkonsularbeamten (§ 20 KonsG) unterschieden.